# Phare de Sletterhage
Le phare de Sletterhage (en danois : Sletterhage Fyr) est un phare au Danemark. Il est situé à l’extrémité sud de la péninsule du Djursland, qui s’avance dans le Cattégat entre le Danemark et la Suède, à l’entrée de la mer Baltique. Le phare en béton a été construit en 1894 pour aider à guider les navires vers et depuis le port d’Aarhus, via une voie de navigation qui passe à proximité de l’isthme.

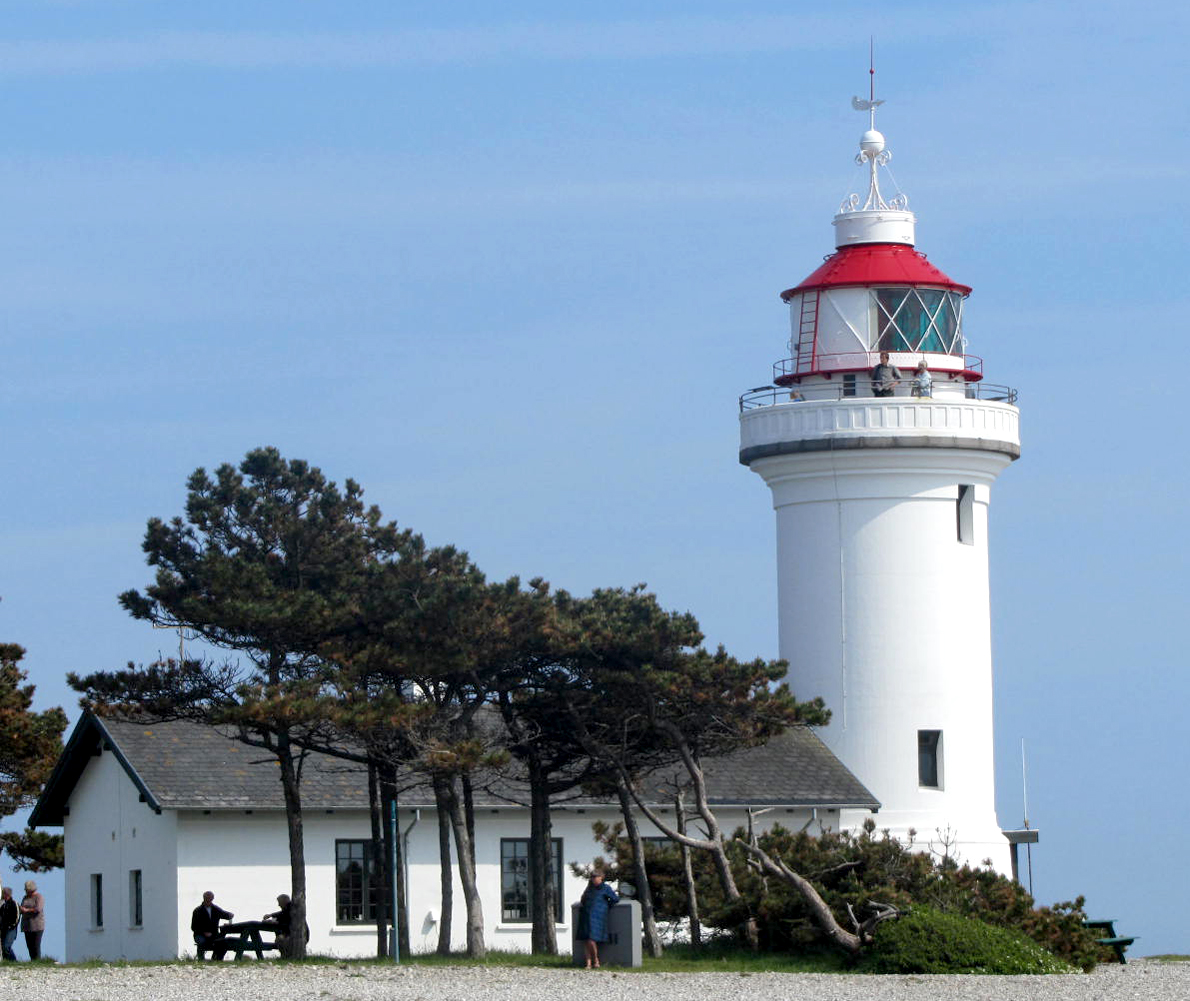
Le phare de Sletterhage vu de l’ouest

Après l’automatisation du phare, les bâtiments des gardiens de phare ont été vendus à un propriétaire privé, mais grâce à l’intervention de Skovog Naturstyrelsen, l’Agence danoise des forêts et de la nature, ils ont été rachetés pour un usage public. En vertu d’un accord avec la municipalité locale de Syddjurs, les bâtiments du phare sont ouverts au public et utilisés pour des expositions. Des expositions y sont organisées sur les thèmes de l’équipement et des principes de navigation historiques et actuels, de la vie marine et de la géologie de la région de Sletterhage. Les installations sont ouvertes au public en été, y compris l’accès à la tour du phare.

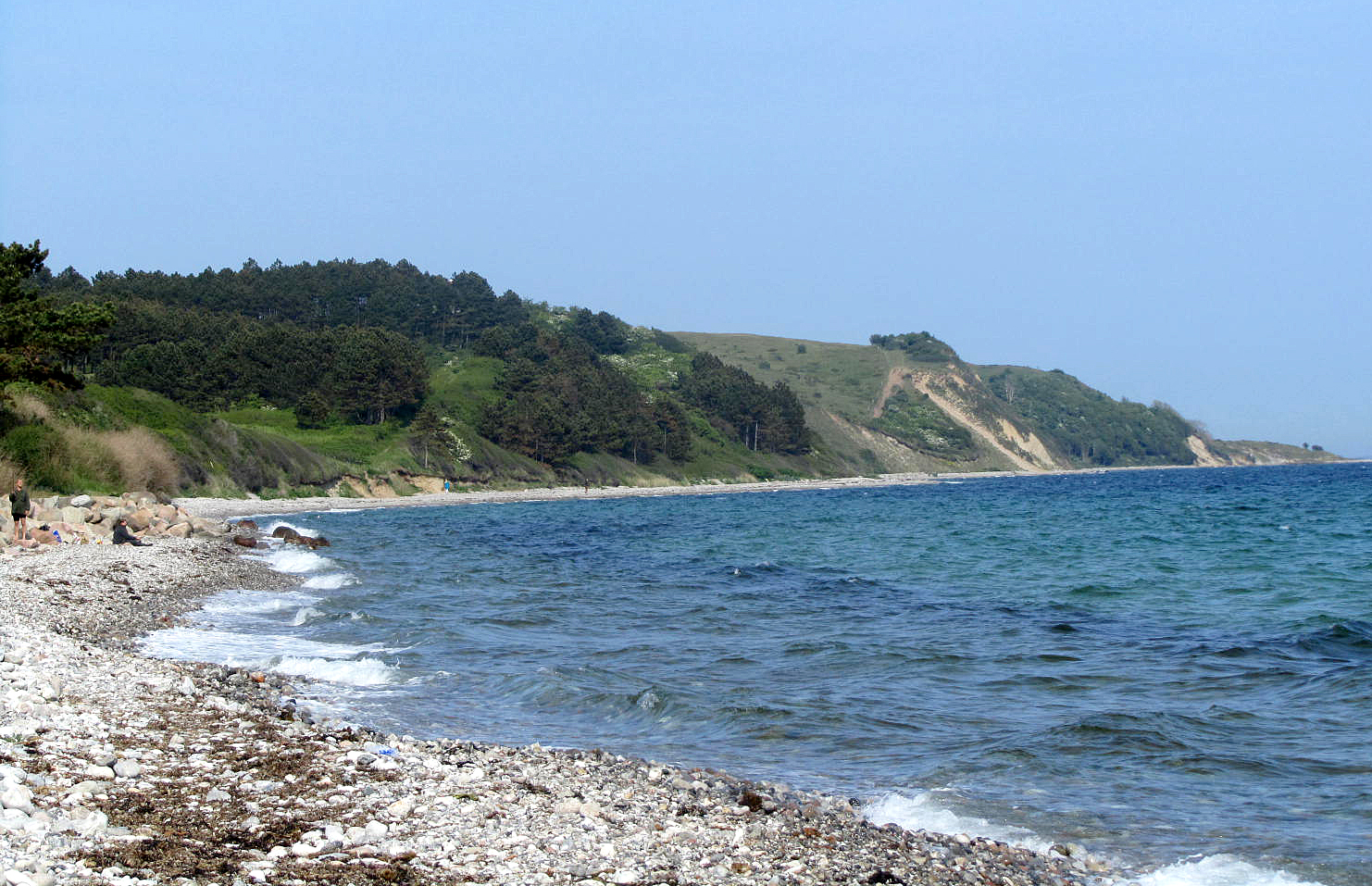
La côte de Bursklint s’étendant au nord-est du phare

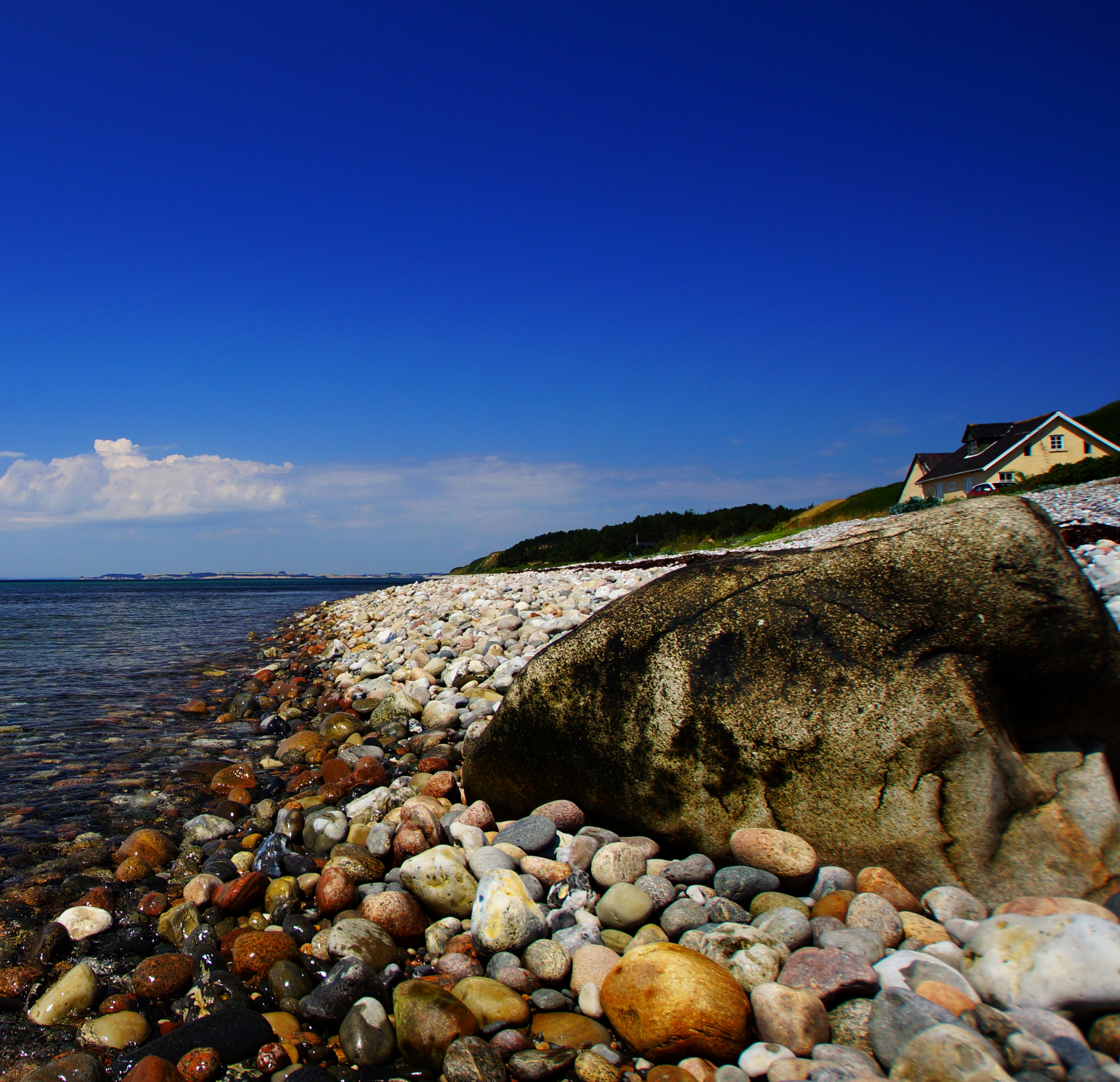
Une exposition au phare donne des indications sur l’origine des pierres sur la plage de Sletterhage, apportées ici par le mouvement de la calotte glaciaire. Les pierres peuvent être retracées jusqu’à des volcans éteints spécifiques en Norvège et en Suède.

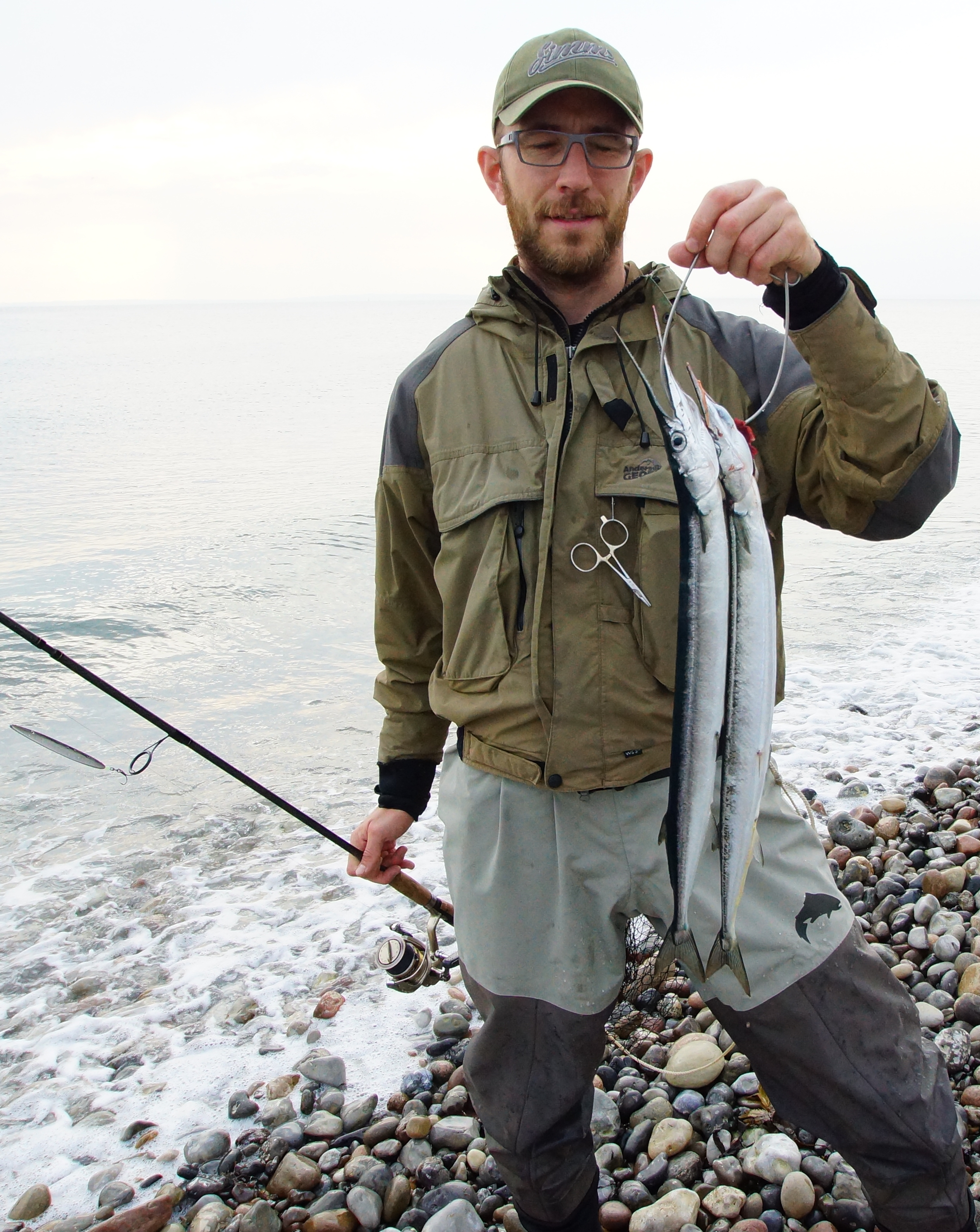
Orphies pêchées à Sletterhage, à l’ouest du phare.

Avant l’électrification, le phare disposait d’un mécanisme d’horlogerie qui devait être remonté toutes les quatre heures afin d’ouvrir et de fermer un ensemble de volets qui faisaient clignoter le phare à des intervalles spécifiques. Aujourd’hui, une ampoule halogène de 600 watts qui s’éteint et s’allume remplit la même fonction.
Le phare de Sletterhage a été construit par le port d’Aarhus. Aujourd’hui, 7000 à 8000 navires passent par le phare à destination et en provenance du port maritime d’Aarhus, la deuxième plus grande ville du Danemark. Jusqu’en 1985, le SOK (Søværnets Operative Kommando), le commandement de la marine royale danoise, disposait au phare d’une station de surveillance, d’où les navires de passage étaient identifiés.
L’exposition géologique du phare permet de comprendre comment les glaciers de l’ère glaciaire se sont formés, Mols Bjerge, les collines de Mols, y compris la péninsule Helgenæs où le phare est situé à l’extrémité sud. Des pierres caractéristiques de la plage de Sletterhage sont exposées. L’origine de ces différents types de pierres peut être retracée jusqu’à des volcans préhistoriques spécifiques en Norvège et en Suède. De cette façon, les pierres sur la plage peuvent être utilisées pour cartographier les mouvements de la calotte glaciaire pendant les périodes de glaciation. La vie des petits marsouins que l’on voit souvent depuis la côte de Sletterhage fait également l’objet d’une exposition.
Les collines, le littoral et la mer près du phare attirent les visiteurs. Près du phare se trouve Tyskertårnet, la tour allemande, une tour de guet construite pendant la Seconde Guerre mondiale pour la surveillance du Cattégat au Danemark occupé. Une colline en haut du phare, Ellemandsbjerg, à 99 mètres au-dessus du niveau de la mer, offre un excellent point de vue. De là, on peut voir le sud du Djursland, les collines de Mols et la côte orientale du Jutland, ainsi que les îles de Tunø, Samsø et Hjelm, ainsi que la péninsule d’Ebeltoft. Par temps clair, on peut également voir la plus grande île du Danemark, Seeland, au sud-est. C’est ici que se trouve la capitale du Danemark, Copenhague. La côte du phare de Sletterhage est très fréquentée par les pêcheurs et les plongeurs. Les collines orientées au sud qui entourent le phare ont un microclimat sec qui offre des conditions de vie à un certain nombre d’insectes rares, y compris un certain nombre d’espèces de papillons.